# 天野勇剛
天野 勇剛（あまの ゆうごう、1977年12月11日 - ）は、宮城県仙台市出身の元プロ野球選手（内野手）。
在日韓国人で、千葉ロッテマリーンズ時代の登録名は2002年から2005年まではユウゴー、韓国では本名の金 勇剛（キム・ヨンガン、김용강）。

## 経歴
小学4年で野球を始め、中学2年の時に内野手へ転向。1994年夏・1995年春・夏の甲子園に出場。2年次は内野手（主に遊撃手）で3年では投手でプレーしていた。
1996年に千葉ロッテマリーンズに入団。当初は投手としての入団だったが、1年も持たずに内野手に転向する。俊足かつパワーヒッターの選手として期待されていたが、一軍では満足な成績が残せなかった。さらに入団以来毎年のようにコンバートが行われており、結局9つのポジションすべてを経験したという珍しい選手の一人である。一軍でも通算25試合出場ながらも三塁、一塁、遊撃、外野を務めている。二軍では2年目から4番を任され、通算50本以上のホームランを記録している。1999年9月には月間MVPを受賞。
2004年12月、寺本四郎の同級生と結婚、翌年第1子が誕生した。
2005年に球団から戦力外通告を受けた。
2006年に韓国野球委員会（KBO）のロッテ・ジャイアンツに入団するが、一軍出場がないまま退団し、日本に戻る。
2007年総合格闘技「MARS」代表就任。同興業のエグゼクティブ・プロデューサーの天野勇気は実兄であり、また勇剛本人もリングアナウンサーを務めた。
その後はYGプロモーション（芸能プロダクション）プロデューサーとして活動していた。
スポーツオーソリティビーンズ赤羽店に勤務していたが、2018年12月1日、東京都新宿区歌舞伎町にカラオケ＆ダーツバーを開業した。

## 詳細情報

### 年度別打撃成績
| 年 度     | 球 団     | 試 合 | 打 席 | 打 数 | 得 点 | 安 打 | 二 塁 打 | 三 塁 打 | 本 塁 打 | 塁 打 | 打 点 | 盗 塁 | 盗 塁 死 | 犠 打 | 犠 飛 | 四 球 | 敬 遠 | 死 球 | 三 振 | 併 殺 打 | 打 率 | 出 塁 率 | 長 打 率 | O P S |
| --------- | --------- | ----- | ----- | ----- | ----- | ----- | -------- | -------- | -------- | ----- | ----- | ----- | -------- | ----- | ----- | ----- | ----- | ----- | ----- | -------- | ----- | -------- | -------- | ----- |
| 1999      | ロッテ    | 10    | 28    | 28    | 1     | 3     | 2        | 0        | 1        | 8     | 3     | 0     | 0        | 0     | 0     | 0     | 0     | 0     | 8     | 3        | .107  | .107     | .286     | .393  |
| 2000      | ロッテ    | 2     | 4     | 4     | 0     | 0     | 0        | 0        | 0        | 0     | 0     | 0     | 0        | 0     | 0     | 0     | 0     | 0     | 2     | 0        | .000  | .000     | .000     | .000  |
| 2001      | ロッテ    | 4     | 8     | 8     | 0     | 0     | 0        | 0        | 0        | 0     | 0     | 0     | 0        | 0     | 0     | 0     | 0     | 0     | 2     | 0        | .000  | .000     | .000     | .000  |
| 2002      | ロッテ    | 7     | 4     | 4     | 0     | 0     | 0        | 0        | 0        | 0     | 0     | 0     | 0        | 0     | 0     | 0     | 0     | 0     | 2     | 1        | .000  | .000     | .000     | .000  |
| 2004      | ロッテ    | 2     | 2     | 2     | 0     | 0     | 0        | 0        | 0        | 0     | 0     | 0     | 0        | 0     | 0     | 0     | 0     | 0     | 2     | 0        | .000  | .000     | .000     | .000  |
| 通算：5年 | 通算：5年 | 25    | 46    | 46    | 1     | 3     | 2        | 0        | 1        | 8     | 3     | 0     | 0        | 0     | 0     | 0     | 0     | 0     | 16    | 4        | .065  | .065     | .174     | .239  |

### 記録
- 初出場・初先発出場：1999年9月29日、対西武ライオンズ26回戦（千葉マリンスタジアム）、7番・三塁手として先発出場
- 初打席・初安打：同上、2回裏に松坂大輔から右翼へ二塁打
- 初打点：1999年9月30日、対西武ライオンズ27回戦（千葉マリンスタジアム）、8回裏に谷中真二から左翼へ適時二塁打
- 初本塁打：1999年10月2日、対日本ハムファイターズ27回戦（千葉マリンスタジアム）、2回裏にラファエル・オレラーノから右越先制2ラン

### 背番号
- 66（1996年 - 2005年）
- 31（2006年）

### 登録名
- 天野 勇剛（あまの ゆうごう 、1996年 - 2001年）
- ユウゴー（2002年 - 2005年）
- 金 勇剛（キム・ヨンガン、2006年）